# Heinz Kunle
Heinz Kunle (* 15. Dezember 1928 in Lörrach; † 5. Januar 2012) war ein deutscher Mathematiker, der sich mit Geometrie befasste.

## Leben
Kunle studierte in Freiburg Mathematik und Physik, wurde 1953 an der Albert-Ludwigs-Universität Freiburg bei Gerrit Bol promoviert (Zur projektiven Kinematik der einparametrigen Quadrikscharen). Er habilitierte sich 1960 in Freiburg und war ab 1962 außerordentlicher Professor für Geometrie an der Universität Karlsruhe (damals TH Karlsruhe), ab 1963 als ordentlicher Professor. 1965 bis 1967 war er Dekan der Fakultät für Naturwissenschaften I, 1970 bis 1975 Prorektor der Universität und 1983 bis 1994 Rektor. 1968 gründete er eine Abteilung Mathematikdidaktik an der Universität Karlsruhe. Er baute als Rektor die internationale Zusammenarbeit (Frankreich, z. B. Doppel-Diplome in Karlsruhe und der ENSAM (Arts et Métiers ParisTech) in Paris, Russland, Bulgarien, Ungarn) der Universität aus und die Forschungsausrichtung. In seiner Zeit nahm die Anzahl der von der DFG geförderten SFB an der Universität von drei auf zehn zu und die Drittmittel verdoppelten sich.
2000 bis 2008 leitete er den Hochschulrat der Pädagogischen Hochschule Karlsruhe, deren Ehrensenator er danach war. Er war außerdem Ehrensenator der Hochschule für Musik Karlsruhe und der Albert-Ludwigs-Universität Freiburg (1993). Er war auch langjähriger Vizepräsident der Konferenz der Hochschulrektoren und an der Gründung der Deutsch-Französischen Hochschule 1999 in Saarbrücken beteiligt und an der Europäischen Konföderation der Oberrheinischen Universitäten (EUCOR).
Er war dreifacher Ehrendoktor, erhielt das Bundesverdienstkreuz Erster Klasse, 1998 die Verdienstmedaille des Landes Baden-Württemberg und die Medaille der Stadt Straßburg und war Ritter der Ehrenlegion.
Er spielte als Hobby Klavier. Kunle war verheiratet und hatte drei Kinder.

## Schriften
- als Herausgeber: Die Technische Universität an der Schwelle zum 21. Jahrhundert: Festschrift zum 175jährigen Jubiläum der Universität Karlsruhe (TH), Springer Verlag 2000